# Aglia
Aglia är ett släkte av fjärilar som beskrevs av Ferdinand Ochsenheimer 1810. Aglia ingår i familjen påfågelsspinnare.

## Bildgalleri

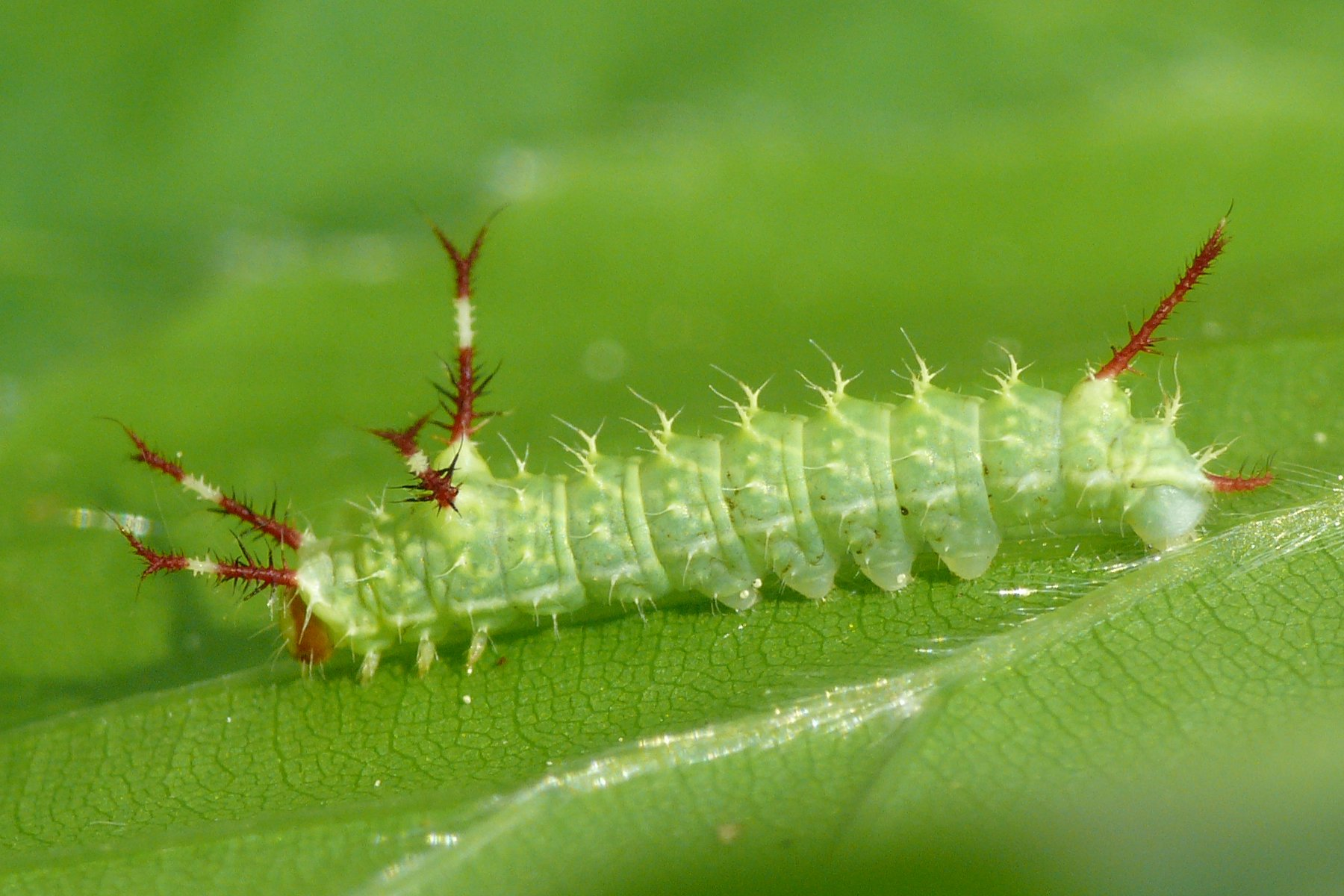
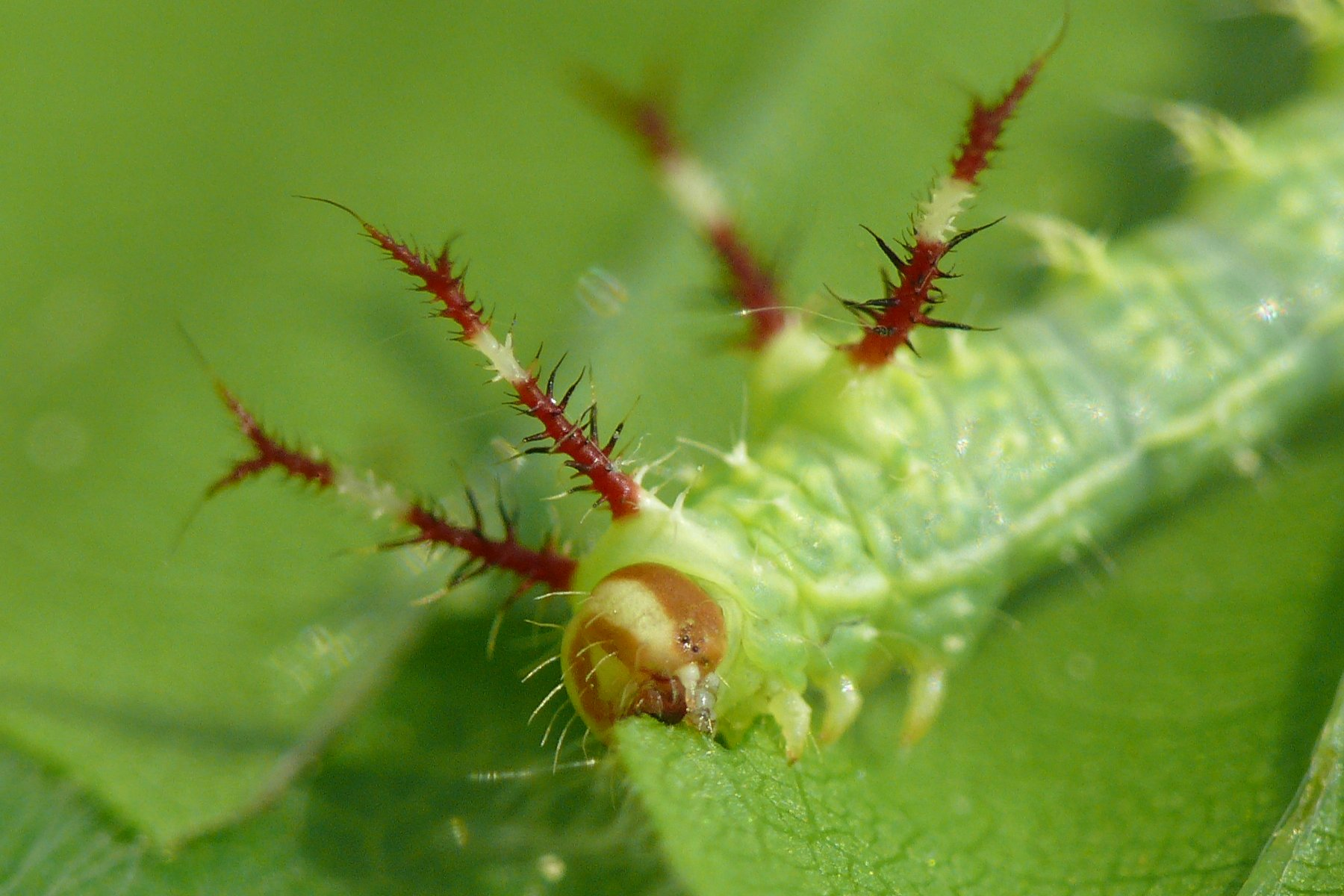
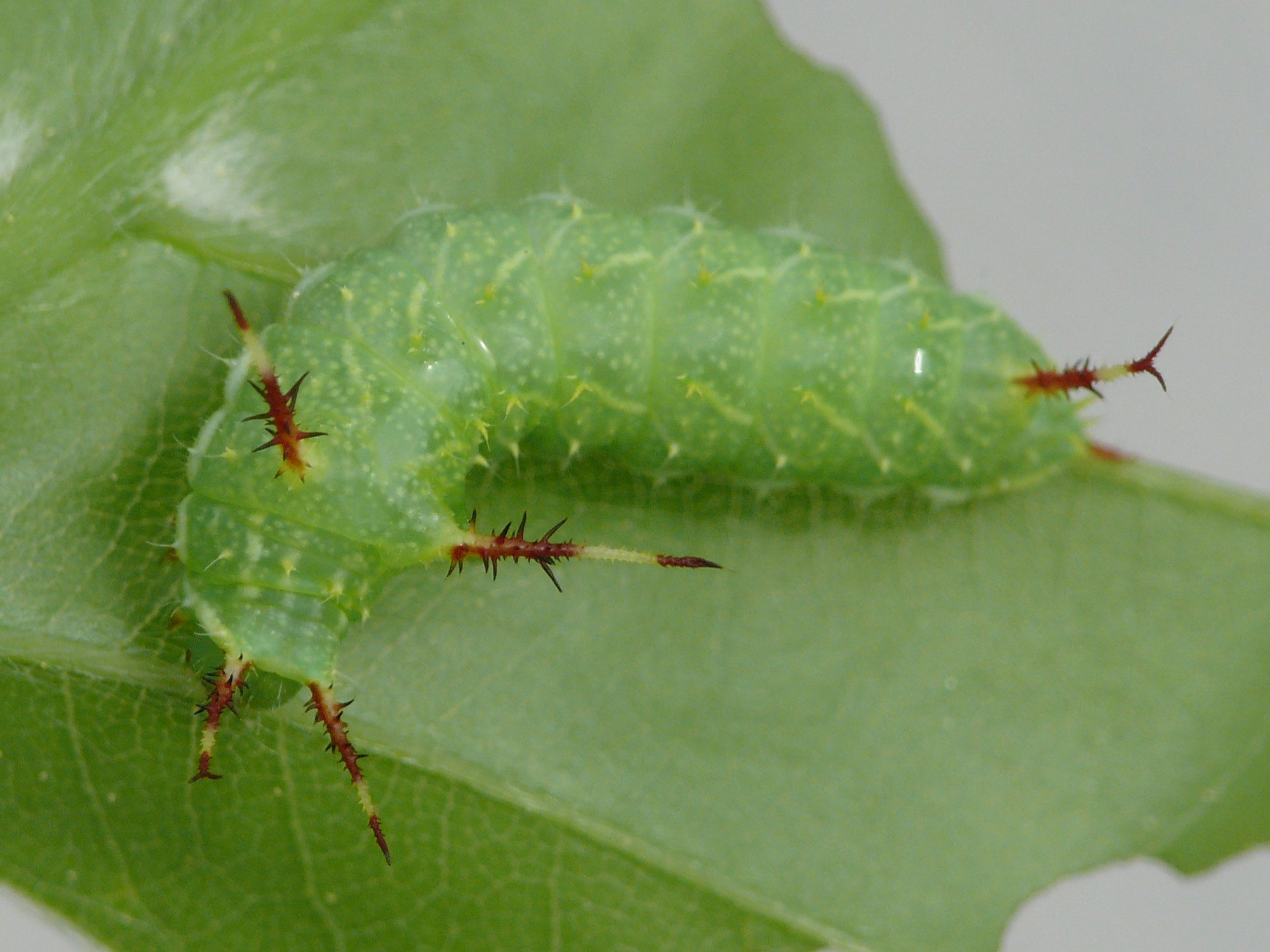
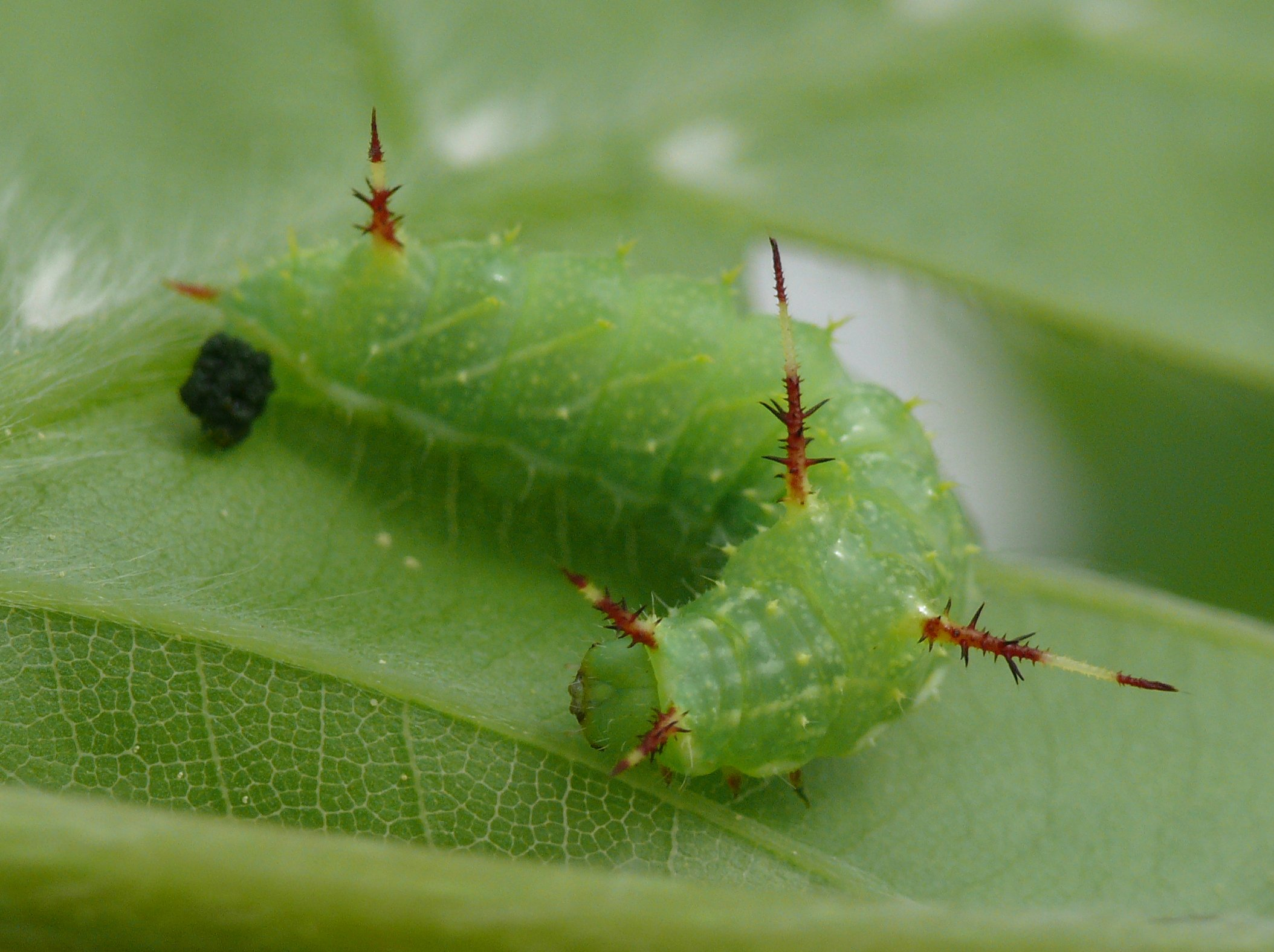
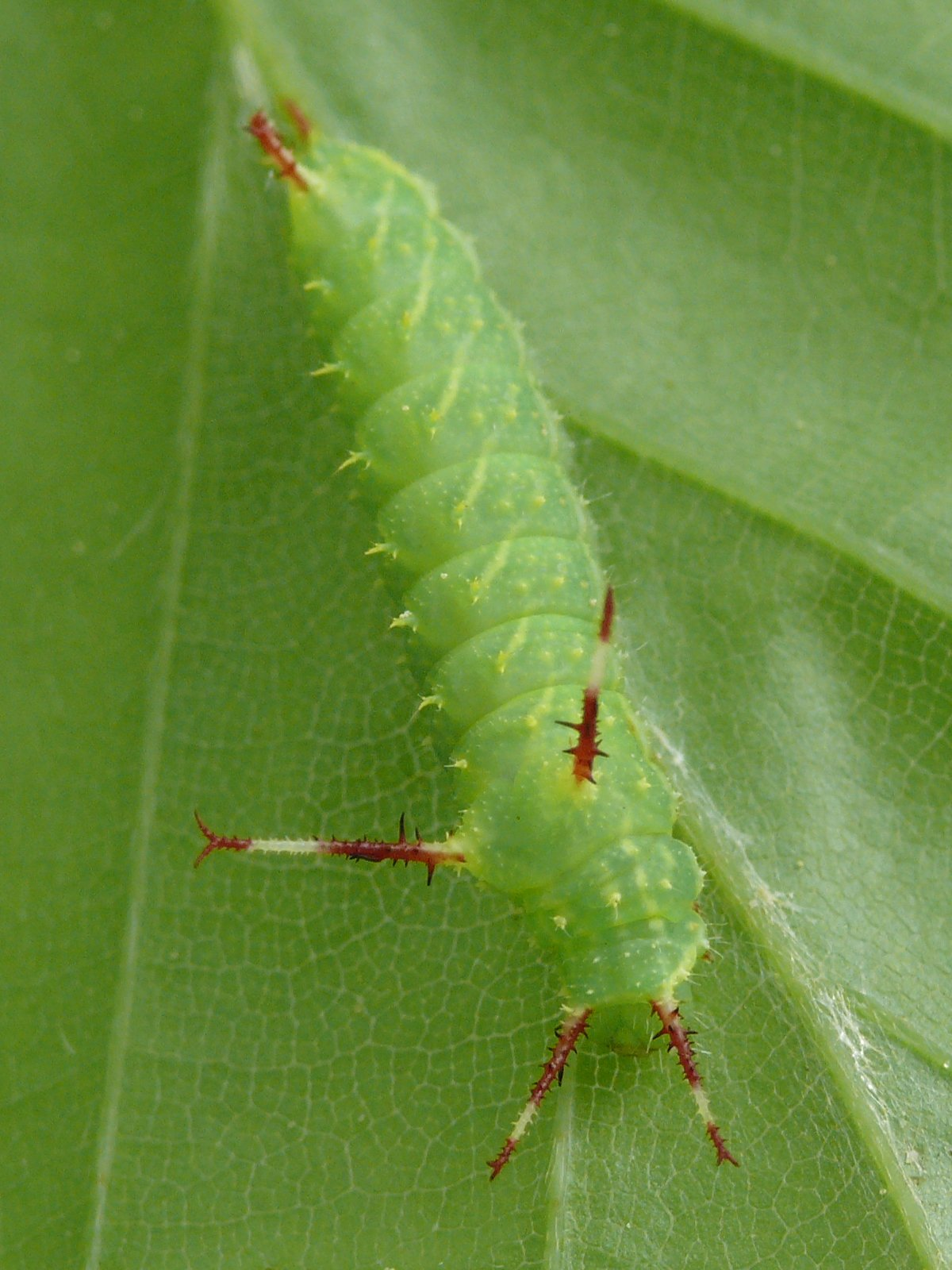
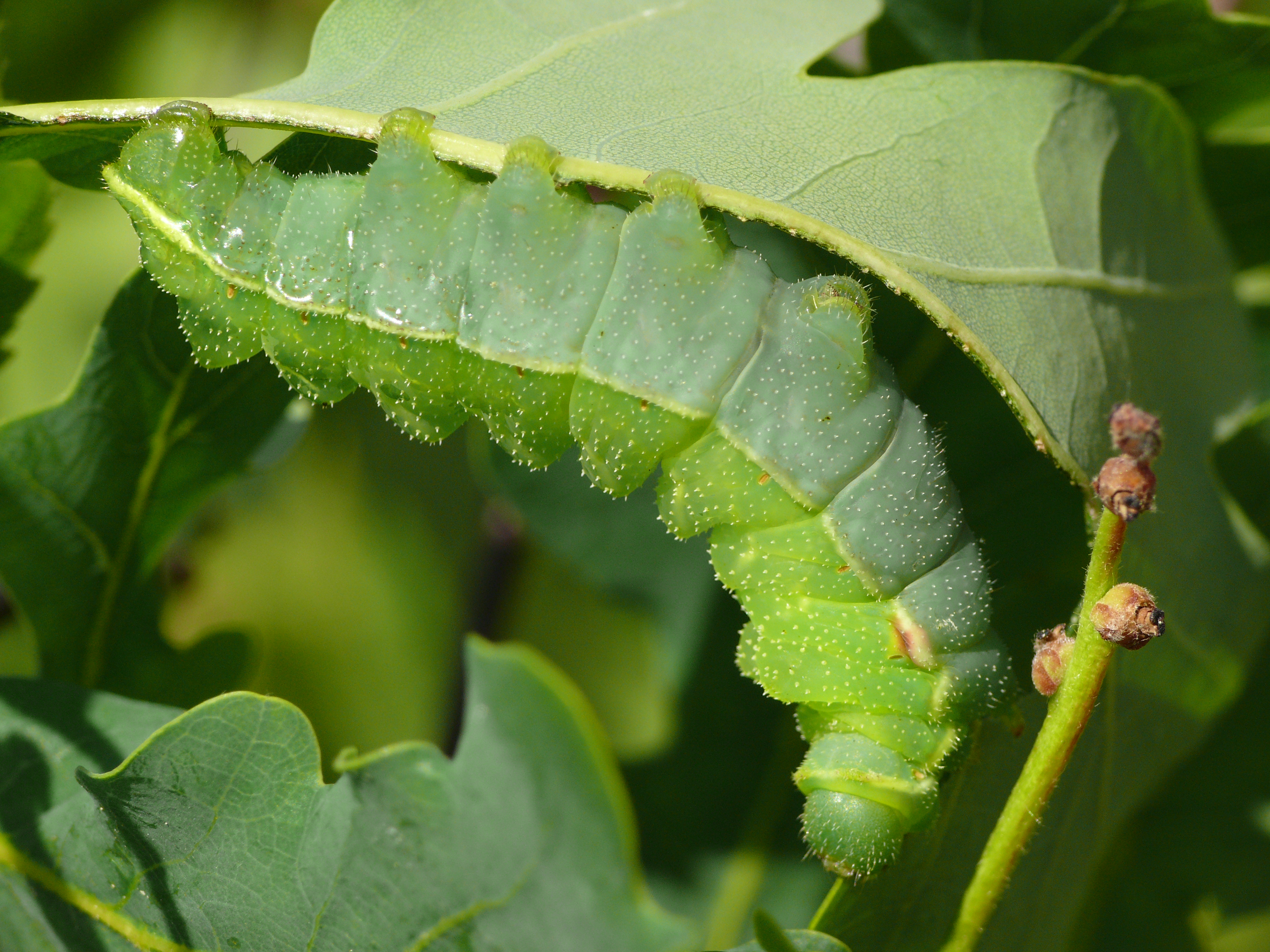

## Dottertaxa tillAglia, i alfabetisk ordning[1][2]
- Aglia amurensis
- Aglia androides
- Aglia brunnea
- Aglia caeca
- Aglia caecata
- Aglia cerberus
- Aglia cerretanica
- Aglia confluens
- Aglia cupreola
- Aglia cuspidata
- Aglia dealbata
- Aglia decaeruleata
- Aglia decolor
- Aglia defasciata
- Aglia eumense
- Aglia extrema
- Aglia ferecaeca
- Aglia ferenigra
- Aglia flavorosea
- Aglia flexilis
- Aglia hauderi
- Aglia hemitaenia
- Aglia homora
- Aglia huemeriferenigra
- Aglia huemerinigerrima
- Aglia huemeriweismanni
- Aglia huttneri
- Aglia impulverea
- Aglia inornata
- Aglia japonica
- Aglia locuples
- Aglia lugens
- Aglia luteola
- Aglia macropis
- Aglia melaina
- Aglia microtau
- Aglia nigrescens
- Aglia nigromarginata
- Aglia oblongomaculata
- Aglia obsoleta
- Aglia parvocellata
- Aglia privata
- Aglia quadrangularis
- Aglia radiata
- Aglia roseotincta
- Aglia rubella
- Aglia spaniolissima
- Aglia strigulata
- Aglia subcaecaanthrax
- Aglia subcaecacupreola
- Aglia subcaecanigerrima
- Aglia subcaecaweismanni
- Aglia subcaeceaferenigra
- Aglia tanus
- Aglia tau
- Aglia typica
- Aglia uniformis